# Fortalicium Fidei
Fortalicium Fidei (Twierdza Wiary) – tekst na temat czarnoksięstwa, napisany przez Alphonsusa de Spina około 1459, a wydany drukiem w 1467. Jest to pierwszy drukowany traktat na temat magii. Składa się z pięciu części. Autor w nich opisuje walkę z heretykami, Żydami, Saracenami i demonami. Natomiast w ostatnim rozdziale opisał dziesięć odmian demonów.